# Svarthamaren Mountain
Svarthamaren Mountain (norw. Svarthamaren)  – nunatak w Górach Mühliga-Hofmanna na Ziemi Królowej Maud w Antarktydzie Wschodniej.
Znajduje się tu największa znana na świecie kolonia petreli antarktycznych.

## Nazwa
Nazwa szczytu Svarthamaren w dosłownym tłumaczeniu z języka norweskiego oznacza „czarny młot” .

## Geografia
Svarthamaren Mountain (ok. 2100 m n.p.m. ) leży po wschodniej stronie lodowca Vestreskorve Glacier w Górach Mühliga-Hofmanna na Ziemi Królowej Maud w Antarktydzie Wschodniej . Jest to wolny od lodu nunatak , wznoszący się na ok. 1600 m ponad pokrywą lodową . Wraz z okolicznymi morenami zajmuje powierzchnię ok. 7,5 km² .
Znajduje się tu największa znana na świecie kolonia petreli antarktycznych  – gniazduje tu ok. 100–200 tys. par tych ptaków . Z uwagi na obecność tej kolonii obszar jest ostoją ptaków IBA . Główne miejsce lęgowe petrela antarktycznego znajduje się na stromych piargach na północno-wschodnich zboczach Svarthamaren . W 1987 roku obszar ten został uznany za szczególnie chroniony obszar Antarktyki . Na zboczach Svarthamaren Mountain gniazdują również petrel śnieżny (ok. 1000 par lęgowych) i wydrzyk antarktyczny (ok. 100 par lęgowych) . Liczba ptaków może być zaniżona z uwagi na trudności w ich liczeniu . 

## Historia
Szczyt został oznaczony na mapie na podstawie zdjęć lotniczych i badań norweskiej wyprawy antarktycznej (norw. Den norske antarktisekspedisjonen) w latach 1956–1960 .